# Радиолокационный маяк

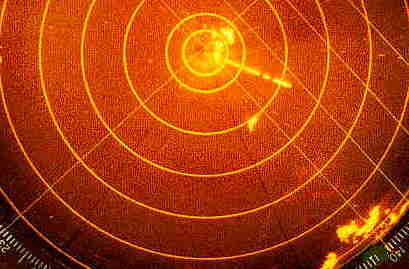
Сигнал радиолокационного маяка на экране радара. Этот маяк получает с помощью подавления боковых лепестков и передает букву «Q» в азбуке Морзе около Бостонской гавани (Наант) 17 января 1985 года

Радиолокационный маяк (сокращение: racon ) или ракон - в соответствии со статьей 1.103 Регламента радиосвязи Международного союза электросвязи - определяется как «передатчик-приемник, связанный с фиксированным навигационным знаком, который срабатывает от приёма сигнала радара и автоматически возвращает радару-излучателю свой отличительный сигнал, который появляется на экране радара, пославшего инициирующий сигнал, предоставляя информацию о дальности, пеленге и опознавании». Каждая станция (передатчик-приемник, приемопередатчик ) должна быть классифицирована службой, в которой она работает постоянно или временно.
В популярных источниках радиолокационный маяк определяется, как приемо-передающая радиостанция с известным местоположением, включающаяся под действием сигналов радиолокационной станции, установленной на борту самолета (судна), и излучающая радиосигналы, по которым определяются направление на радиолокационный маяк и расстояние до него.

## Принцип действия
Когда ракон получает импульс радара, он отвечает сигналом на той же частоте, который отображается на экране радара, пославшего первичное излучение. Ответный сигнал является короткой строкой из точек и тире, образующих символ азбуки Морзе, исходящий от местоположения маяка на экране радиолокатора. Длина линии на экране обычно соответствует нескольким морским милям.
В Соединенных Штатах, в береговой охране задействовано около 80 раконов. Другие организации (например, владельцы нефтяных платформ) также имеют право на установку радиолокационных маяков. Использование радиолокационных маяков в целях, отличных от средств навигации, запрещено. Они используются для обозначения следующих объектов:
- Маяки и навигационные буи;
- Судоходные пролеты под мостами;
- Центральные линии и точки поворота
- Морские нефтяные платформы и тому подобные сооружения

В других странах раконы используются также для обозначения:
- Временных, новых и неясных опасностей (они передают азбукой Морзе символ «D»)
- Как ведущие линии раконов

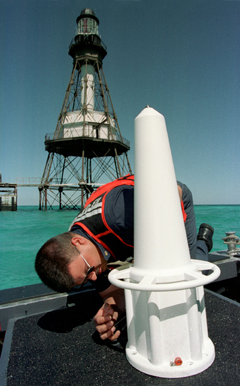
Техник береговой охраны Соединенных Штатов готовит ракон для установки на маяке Fowey Rocks Light к юго-востоку от Майами

Их характеристики определены в соответствующем документе. Радиолокационные маяки обычно работают на частотах от  9320 МГц до 9500 МГц ( X-диапазон ), а большинство из них также могут работать в диапазонах от 2920 МГц до 3100 МГц. ( S-диапазон ). Современные раконы имеют широкополосный приемник, который обнаруживает поступающий радиолокационный импульс, настраивает передатчик и отвечает сигналом длиной 25 мкс в течение 700 наносекунд .
Старые раконы работают в режиме медленной развертки, при котором транспондер перемещается в X-диапазоне  в течение 1 или 2 минут. Он реагирует только в том случае, если он настроен на частоту входящего радиолокационного сигнала в момент его поступления, что на практике означает, что он реагирует только в 5% случаев.
Чтобы избежать реакции, маскирующей важные радиолокационные цели за маяком, раконы функционируют только часть отведенного времени. В Великобритании используется рабочий цикл около 30%: обычно 20 секунд, в течение которых ракон будет реагировать на сигналы радара, затем 40 секунд, когда он работать не будет, или иногда 9 секунд и 21 секунд (как в корпус Sevenstones Lightship ). В Соединенных Штатах используется более длинный рабочий цикл : 50% для буев с питанием от батареи (20 секунд включено, 20 секунд выключено) и 75% для береговых маяков.
Ramarks - это широкополосные маяки, которые непрерывно передают в радиолокационных диапазонах без необходимости срабатывания радиолокационного сигнала. Передача формирует линию символов Морзе на дисплее, исходящую от центра дисплея к его краю. Они не используются в Соединенных Штатах.

## Улучшенный RACON
Enhanced RACON (или e-RACON) - это предложение по введению уникальной идентификации в ответ радара RACON, что позволяет улучшить позиционирование RADAR .
Это предложение в настоящее время поступает в морскую отрасль от Датского управления по безопасности на море через МАМС . Рекомендации  и требования к производительности  для RACON находятся на пересмотре из-за проблем с ограниченной способностью инициировать ответы RACON, представленные радаром новой технологии (NT).
Возможность практического тестирования концепции в 2011 году рассматривается в проекте EfficienSea, частично финансируемом Программой региона Балтийского моря  и координируемой Датским управлением по безопасности на море.

### Принцип работы
Когда традиционный RACON получает импульс радара, он отвечает сигналом, который на экране радара принимает форму короткой линии штрихов и точек, образующих символ Морзе, излучаемый вдали от местоположения маяка. Как правило, символ Морзе начинается с тире - длинного непрерывного сигнала.
Предложение для расширенного RACON состоит в том, чтобы дополнительно модулировать эту первую черту с небольшим количеством цифровой информации, чтобы включить либо уникальную идентификацию этого конкретного RACON (например, 30 бит данных, идентифицирующих RACON посредством MMSI ), либо, альтернативно, идентифицировать позицию RACON.
Введение уникальной идентификации позволило бы улучшить позиционирование RADAR за счет возможности коррелировать радиолокационный отклик RACON с известным местоположением этого RACON. Это может быть получено либо из соответствующего сигнала AIS, представляющего тот же объект с тем же идентификатором, либо, возможно, в будущем из информации, содержащейся в морской публикации, такой как электронная навигационная карта в появляющемся формате S-100.

## Радиолокационный маяк
Радиолокационный маяк — радиолокационное устройство, излучающее импульсные радиосигналы, которые принимаются судовым навигационным РЛС (дл. волны 3,2 или 10 см) и создают на экране индикатора кругового обзора характерные кодированные отметки. По этим отметкам опознают радиолокационные маяки и определяют пеленг и расстояние до него.
Радиолокационный маяк.

### Классификация
- Ответчик, или ракон (англ. ra(dar) - радиолокатор, (bea)con — радиомаяк) и ремарк (англ. r(adar) и mark(er) — маркер). Ракон представляет собой радиолокационное устройство релейного действия, которое посылает ответные сигналы после приема запросных сигналов судового РЛС. Каждый ракон излучает опознавательный сигнал, имеющий на экране индикатора радиолокационной станции вид непрерывной или прерывистой радиальной линии, или сигнал, передаваемый по азбуке Морзе. Раконы бывают круговые, посылающие и принимающие сигналы по всему горизонту, а также секторные, излучающие и принимающие в пределах определенного горизонтального угла. Их устанавливают на берег, в частности на маяки, створные знаки, буи, рейдовые причалы, мысы. Дальность их действия зависит от мощности и высоты установки антенны и достигает 10—30 миль.
- Ремарк в отличие от ракона работает самостоятельно, без запросных сигналов судового РЛС. По его сигналам нельзя судить о расстоянии, так как сигнал на экране индикатора простирается от центра до края экрана.